# Cantonul Allevard
Cantonul Allevard este un canton din arondismentul Grenoble, departamentul Isère, regiunea Rhône-Alpes, Franța.

## Comune
- Allevard (reședință)
- La Chapelle-du-Bard
- La Ferrière
- Le Moutaret
- Pinsot
- Saint-Pierre-d'Allevard